# 요네카와촌 (미야기현)
요네카와촌(米川村)은 미야기현 도메군에 설치되었던 촌이다.